# Leste do Canadá

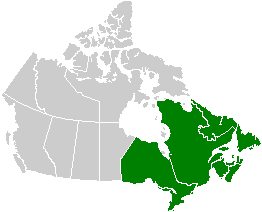
Definição política do Leste do Canadá.

Leste do Canadá (também as províncias orientais) é geralmente considerada a região do Canadá a leste de Manitoba, que consiste das seguintes províncias:
- New Brunswick
- Terra Nova e Labrador
- Nova Escócia
- Ontário
- Ilha do Príncipe Eduardo
- Quebec

Ontário e Quebec compreendem o Centro do Canadá, enquanto as outras províncias constituem as Províncias atlânticas do Canadá. Nova Escócia, Nova Brunswick e Prince Edward Island também são conhecidas como as Províncias Marítimas.